# Ferenc Faludi
Ferenc Faludi (Güssing (Burgenland), Austria, 25 de marzo de 1704-Rechnitz (Burgenland), 18 de diciembre de 1779) fue un poeta y escritor húngaro. 

## Vida
Hizo sus estudios medios en Kőszeg y Sopron (Hungría). Cursó filosofía (1723-1725) en Graz, y matemáticas y teología (1730-1734) en Viena, y predicador en Buda. Hizo la tercera probación (1735-1736) en Banská Bystrica (Eslovaquia), fue profesor de filosofía y director espiritual del colegio Pazmaneo de Viena (1736-1737), de filosofía en Graz (1737-1739) y de matemáticas en Linz (1739-1740). Fue penitenciario de los peregrinos alemanes y húngaros en San Pedro, de Roma, desde enero de 1741 hasta noviembre de 1745. Era miembro de la Academia de la Arcadia, en cuyo entorno clásico se despertó su talento de escritor.
De vuelta a su patria, cambió con frecuencia de destino: fue exegeta (1745-1746) en Trnava (Eslovaquia) y director (1748-1750) de su imprenta, profesor de historia de derechos romano y germánico (1746-1748) en Viena, rector (1750-1753) del colegio en Kőszeg, bibliotecario (1753-1757, 1760-1773) en Bratislava (Eslovaquia), además de dedicarse a la pastoral, sobre todo en Bratislava. Tras la supresión de la Compañía de Jesús (1773), vivió en una residencia de ancianos en Rechnitz, entregado a su tarea de escritor. Religioso responsable, estaba siempre dispuesto a servir a la Compañía de Jesús y a la patria en diversos cargos.
Fue un escritor múltiple desde joven, lejos de la patria y sólo en sus tiempos libres. Lo más original son sus poesías religiosas (su oda al crucificado se convirtió en la poesía penitencial más popular en Hungría; es una paráfrasis del soneto a Cristo crucificado, atribuido a san Francisco Javier), idilios pastoriles, etc. Tradujo libremente The Gentleman Instructed, del inglés William Darel, y la versión alemana del Oráculo manual y arte de prudencia, de Baltasar Gracián. Se publicó póstuma su obra, Téli éjtszakák, una colección de novelas. Compuso además dos obras de teatro escolar. En sus escritos aparece el ideal del hombre humanista del barroco tardío: espíritu culto, buenas maneras, amabilidad y moral cristiana. Su fuerte estaba en el estilo y el arte de la forma. Estudió el lenguaje del pueblo, tratando con la gente sencilla; su importancia para la literatura de Hungría radica en ser pionero en el uso del lenguaje popular, que culminaría en la renovación literaria de Sándor Petőfi y Juan Arany.

## Obras
- De itinere in provincias exteras (Graz, 1739).
- Istenes jóságra....nemes ember... nemes asszony... nemes urfi [el caballero, la dama, el joven virtuoso] (Buda, 1749).
- Udvari ember [el cortesano] (Nagyszombat, 1750; Pozsony, 1837).
- Szent ember [el hombre santo] (Pozsony, 1773).
- Téli éjtszakák [noches invernales] (Pozsony, 1787; Budapest, 1978).
- Költeményes maradványai [poesías] (Gyor, 1786- 1787; Eisenstadt, 1979).
- Jezsuita iskoladrámák. Ed. Alszeghy, y otros (Budapest, 1992) 15-210.